# بنگ میلیا
بنگ میلیا (خمر: បឹងមាលា، به معنی معبد نیلوفر آبی) معبدی از دوره آنگکور وات است که در ۴۰ کیلومتر (۲۵ مایل) شرق گروه اصلی معابد در آنگکور، کامبوج و در مسیر سلطنتی باستانی به سمت پره خان کمپونگ سوای واقع شده است.

## معبد

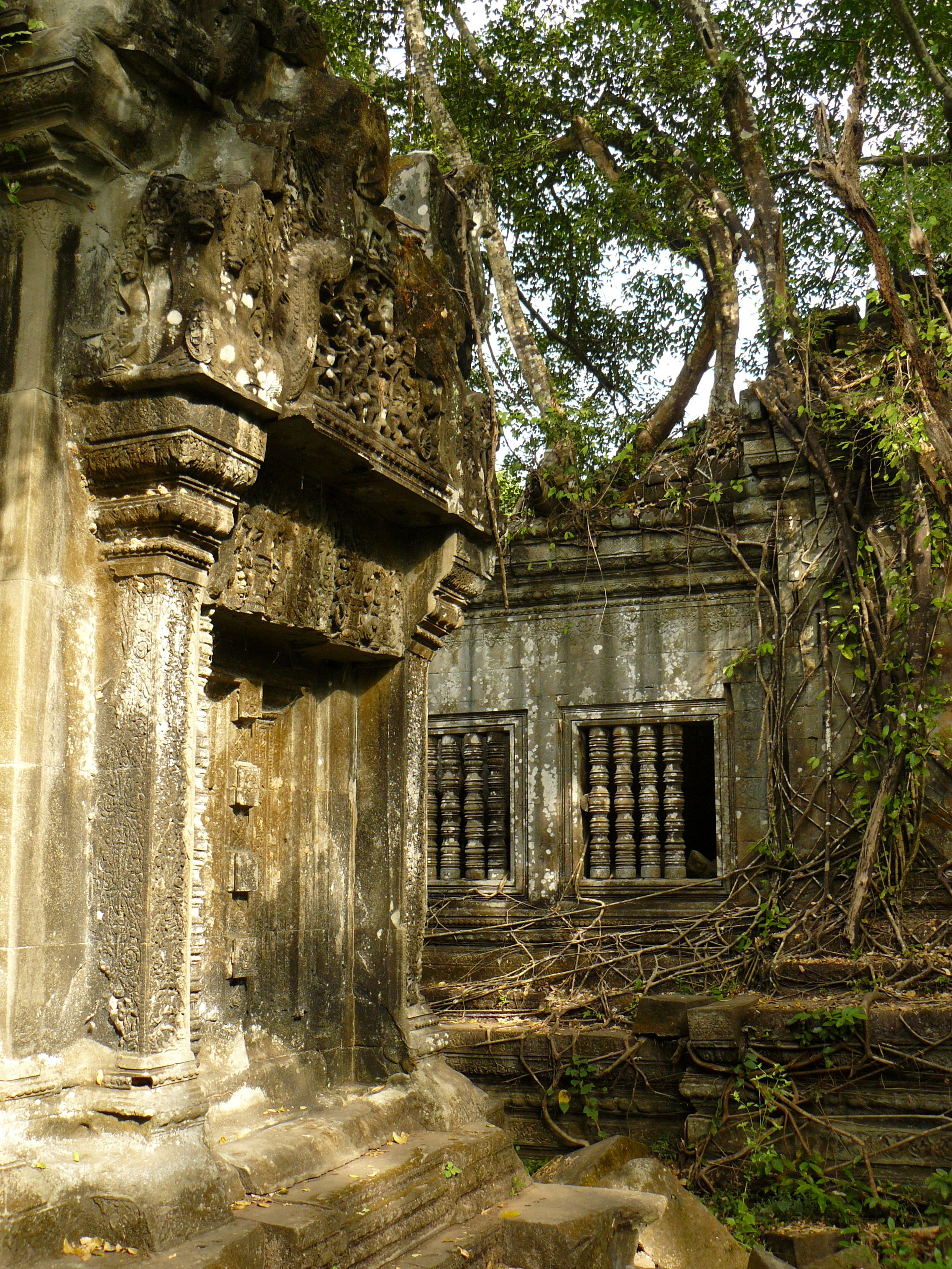
ویرانه‌های بنگ میلیا

بنگ میلیا به عنوان یک معبد هندو ساخته شده است؛ اما برخی از کنده کاری‌ها نقوش و نمادهای بودایی را به تصویر می‌کشند. ماده اصلی آن ماسه سنگ است و تا حد زیادی بازسازی و مرمت نشده است؛ با درختان و بوته‌های ضخیم که در میان برج‌ها و حیاط‌های آن می‌رویند و بسیاری از سنگ‌های آن توده‌های بزرگ قرار دارند. سال‌ها این معبد به سختی قابل دسترسی بود، اما اخیراً یک جاده به مجموعه معبدی کوه کر ساخته شده است که از بنگ میلیا می‌گذرد و بیشتر بازدیدکنندگان به این سایت می‌آیند، زیرا به وسیله جاده ۷۷ کیلومتر از سیم ریپ فاصله دارد.
تاریخ معبد ناشناخته است و تنها می‌توان با سبک معماری‌اش که کاملاً شبیه انگکور وات است؛ آن را تاریخ‌گذاری کرد؛ بنابراین محققان تصور می‌کنند که این معبد در دوران پادشاهی سوریاوارمان دوم در اوایل قرن دوازدهم ساخته شده است. بنگ میلیا اگرچه از نظر اندازه کوچکتر از آنگکور وات (نماد اصلی یادبود پادشاه) است اما همچنان در زمزه معابد بزرگتر امپراتوری خمر قرار دارد. این معبد در مرکز یک شهر قرار داشت که توسط یک خندق به ابعاد ۱۰۲۵متر در ۸۷۵ متر بزرگ و با عرض ۴۵ متر احاطه شده بود.
بنگ میلیا به سمت شرق جهت‌گیری شده است، اما دارای ورودی‌هایی از سه جهت اصلی دیگر است. طرح اصلی سه محوطه محصور به دور یک یک پناهگاه مرکزی است که در حال حاضر فروریخته است. حکاکی‌های گسترده‌ای از صحنه‌های اساطیر هندو وجود دارد، از جمله هم زدن دریاچه شیر و ویشنو که توسط خدای پرنده گارودا حمل می‌شود؛ وجود دارد. راهروها دارای نرده‌های بلندی هستند که توسط بدن مار هفت سر ناگا تشکیل شده است.
معبد بنگ میلیا به دلیل فاصله کم چند کیلومتری با معادن ماسه سنگ انگکور در پنوم کولن، عمدتاً از مصالح ماسه سنگ ساخته شده است. احتمالاً بلوک‌های ماسه‌سنگ مورد استفاده برای انگکور از طریق کانال‌های آب مصنوعی حمل و از اینجا عبور می‌کردند. با وجود کمبود اطلاعات اما کیفیت معماری و تزئینات معبد توجه محققان فرانسوی را از زمان کشف به خود جلب کرده است.

## وضعیت میراث جهانی
این سایت در تاریخ ۲۷ مارس ۲۰۲۰ (در ابتدا در ۱ دسامبر ۱۹۹۲ اعلام شد) در دسته فرهنگی به فهرست آزمایشی میراث جهانی یونسکو اضافه شد.

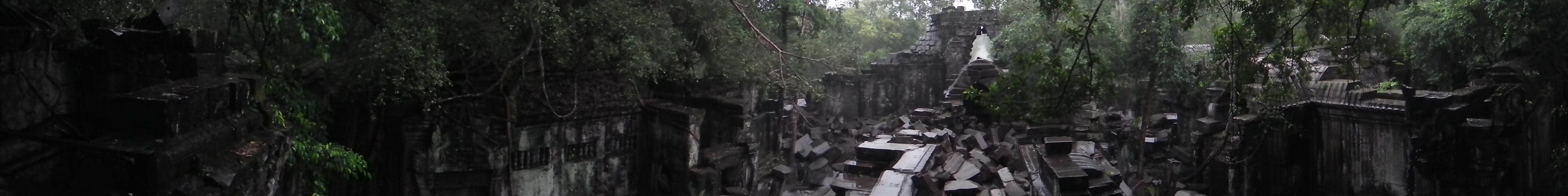
بنگ میلا دارای مقداری فرسودگی است.

## نگارخانه

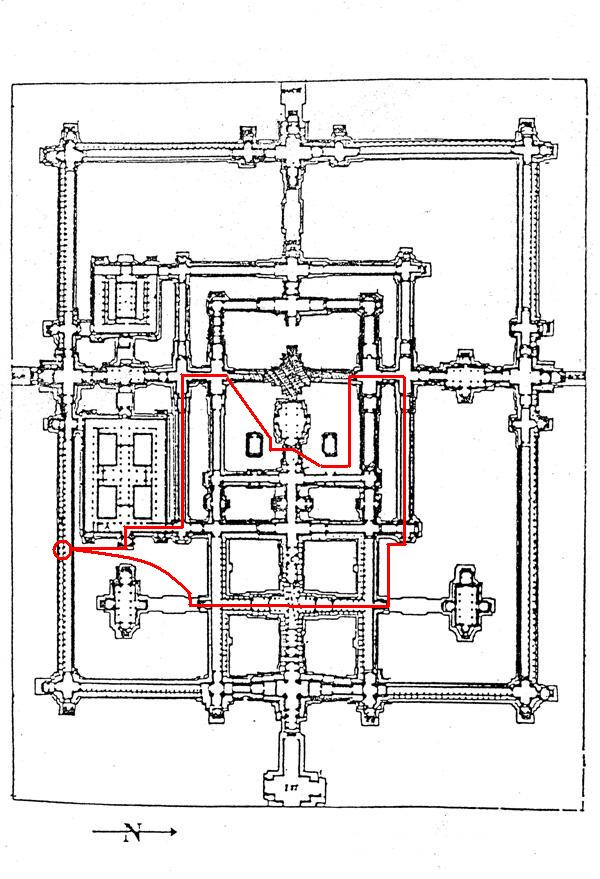
نقشه بنگ میللیا، برگرفته از نقاشی لئون دی بیلی (۱۸۴۹-۱۹۱۰). رنگ قرمز مسیر نیمه مجهزی که برای بازدید از معبد استفاده می‌شود را نشان می‌دهد.
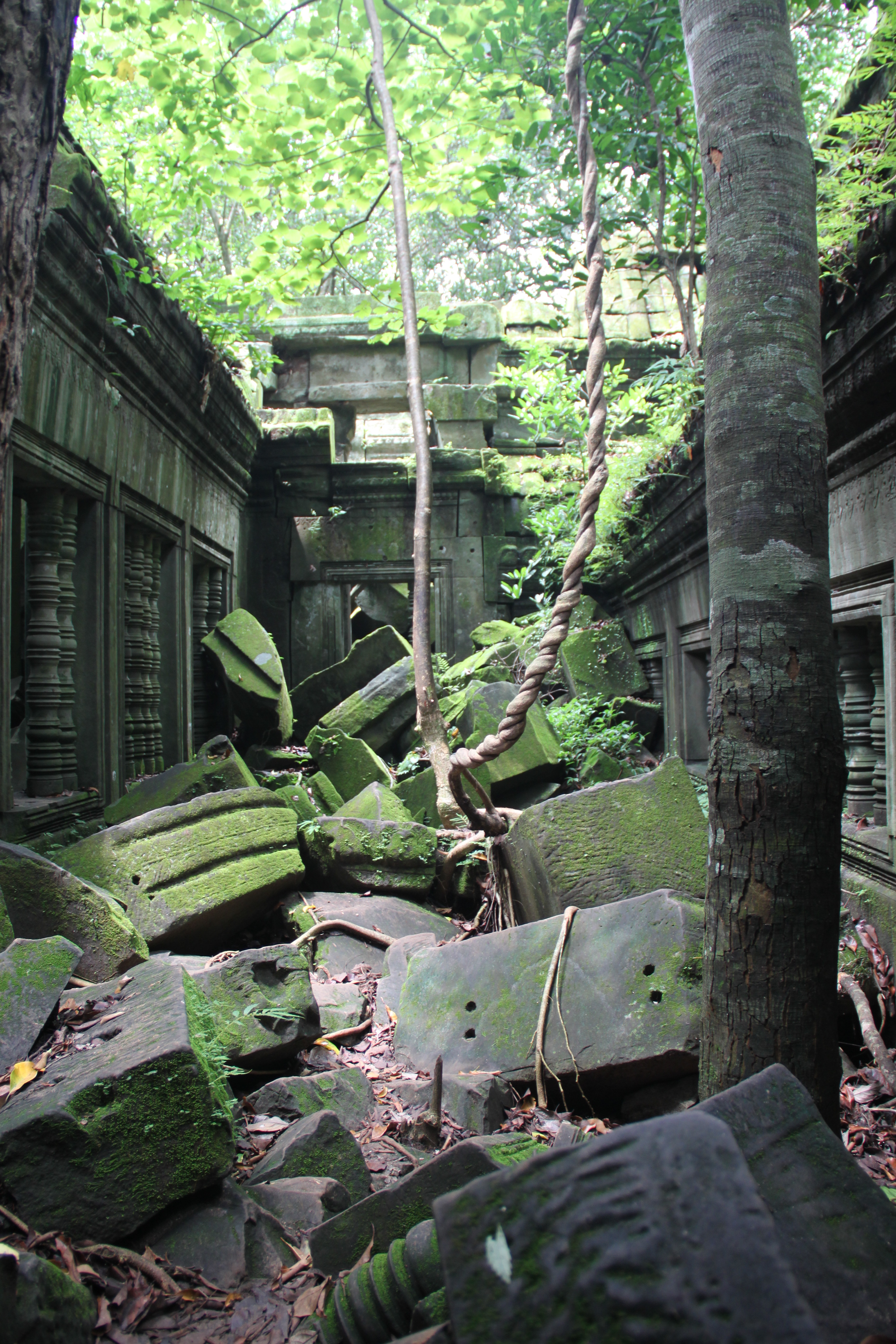
فروریختن سنگ در داخل معبد
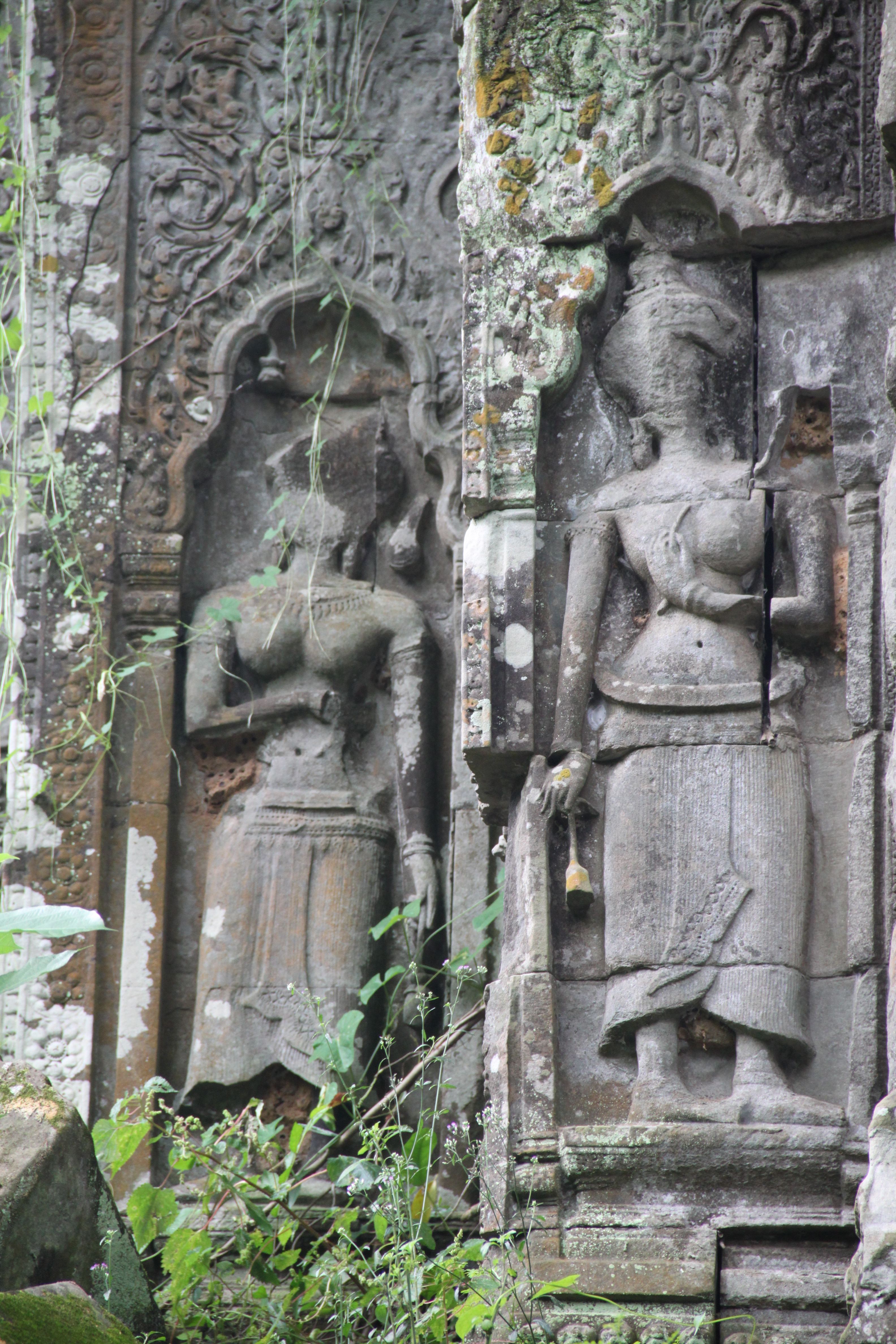
کنده کاری‌های خدایان زن
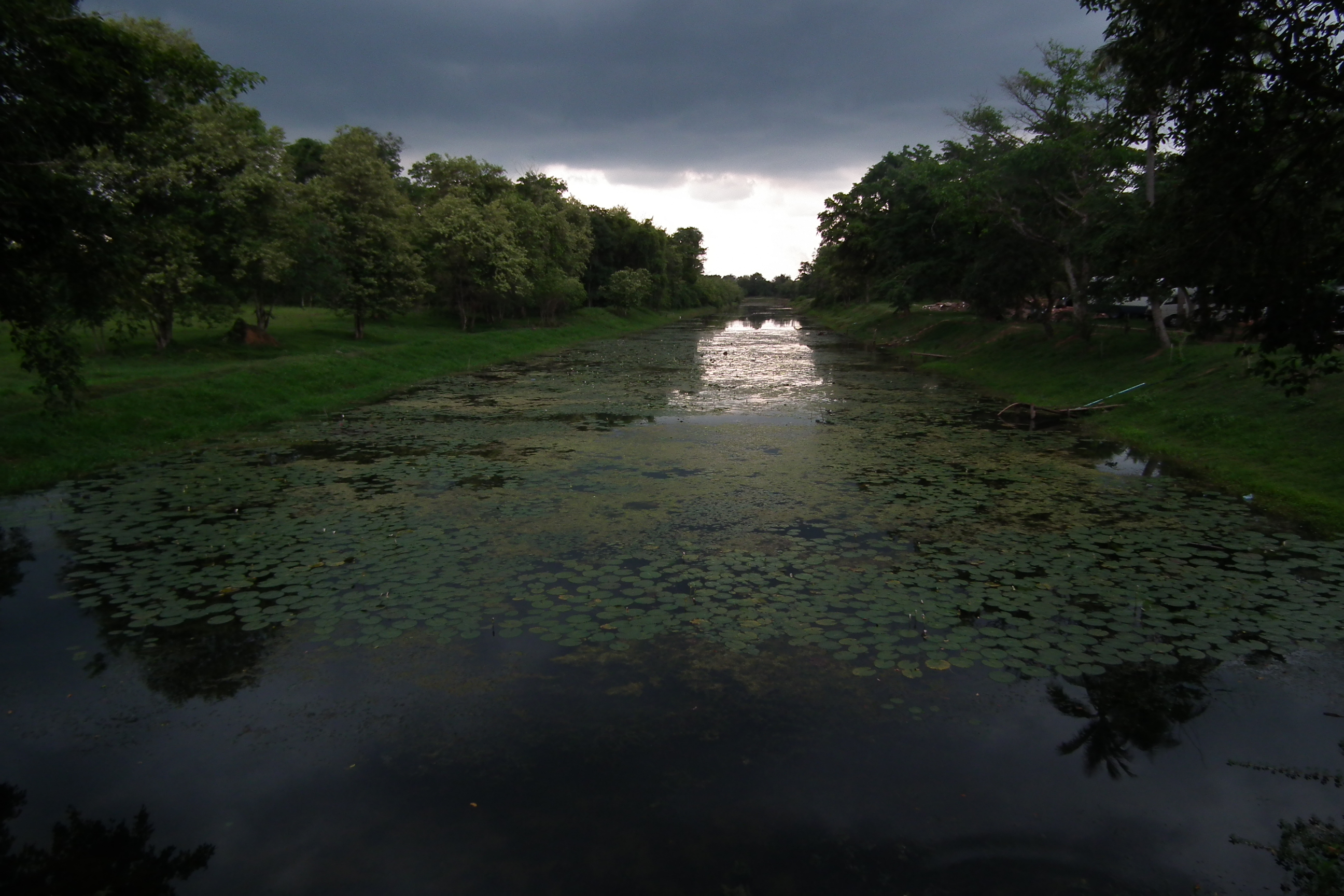
خندق بنگ میلیا
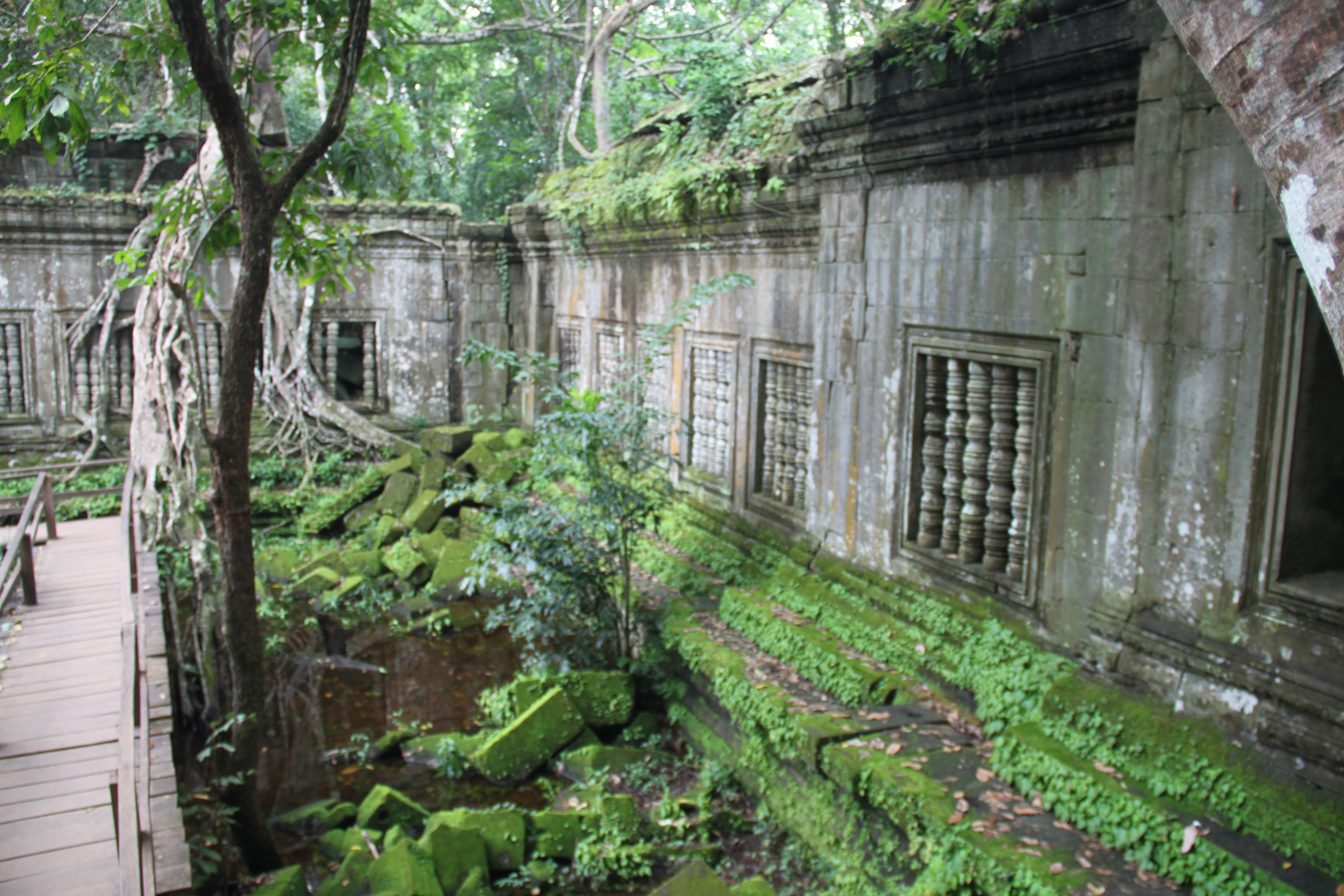
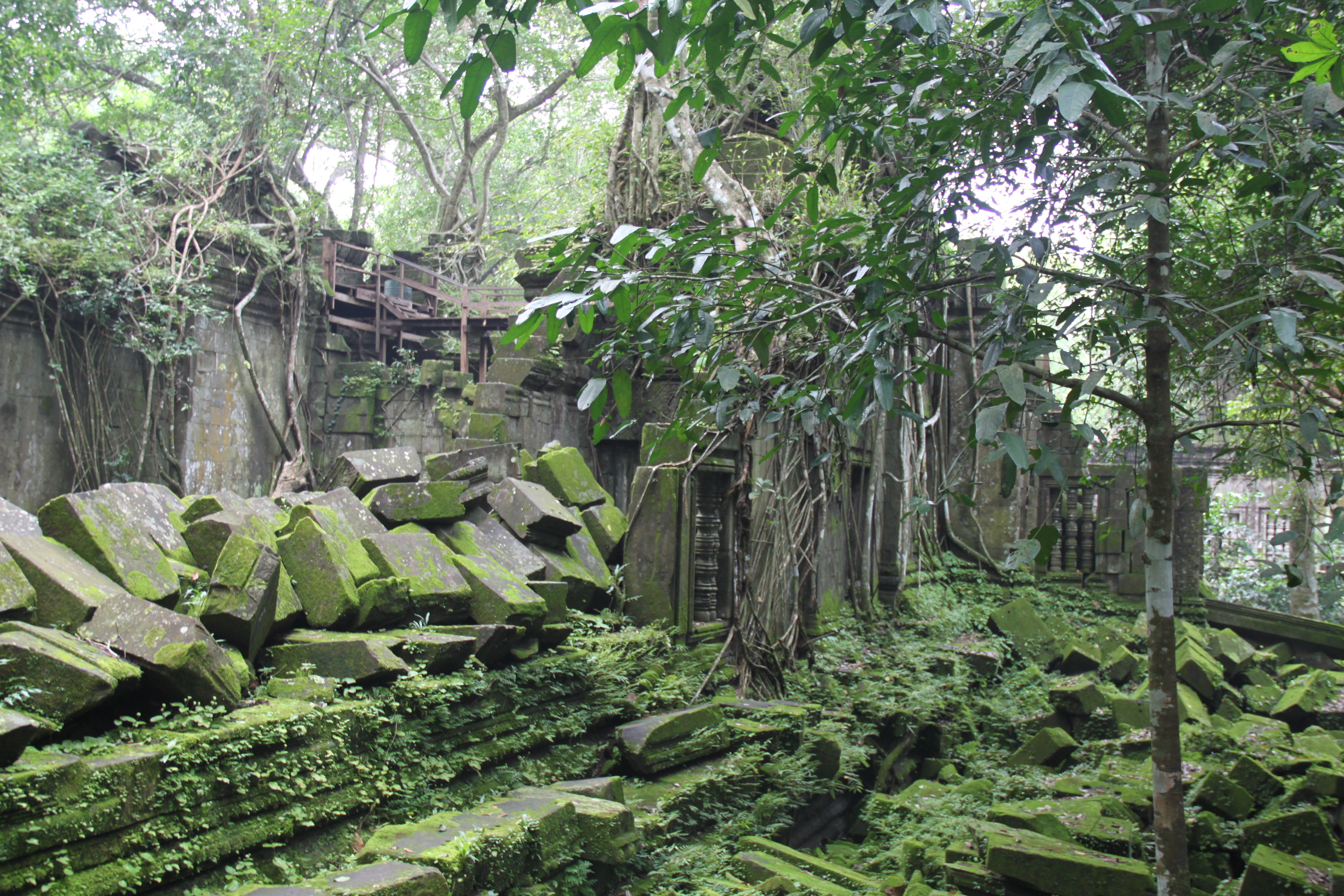
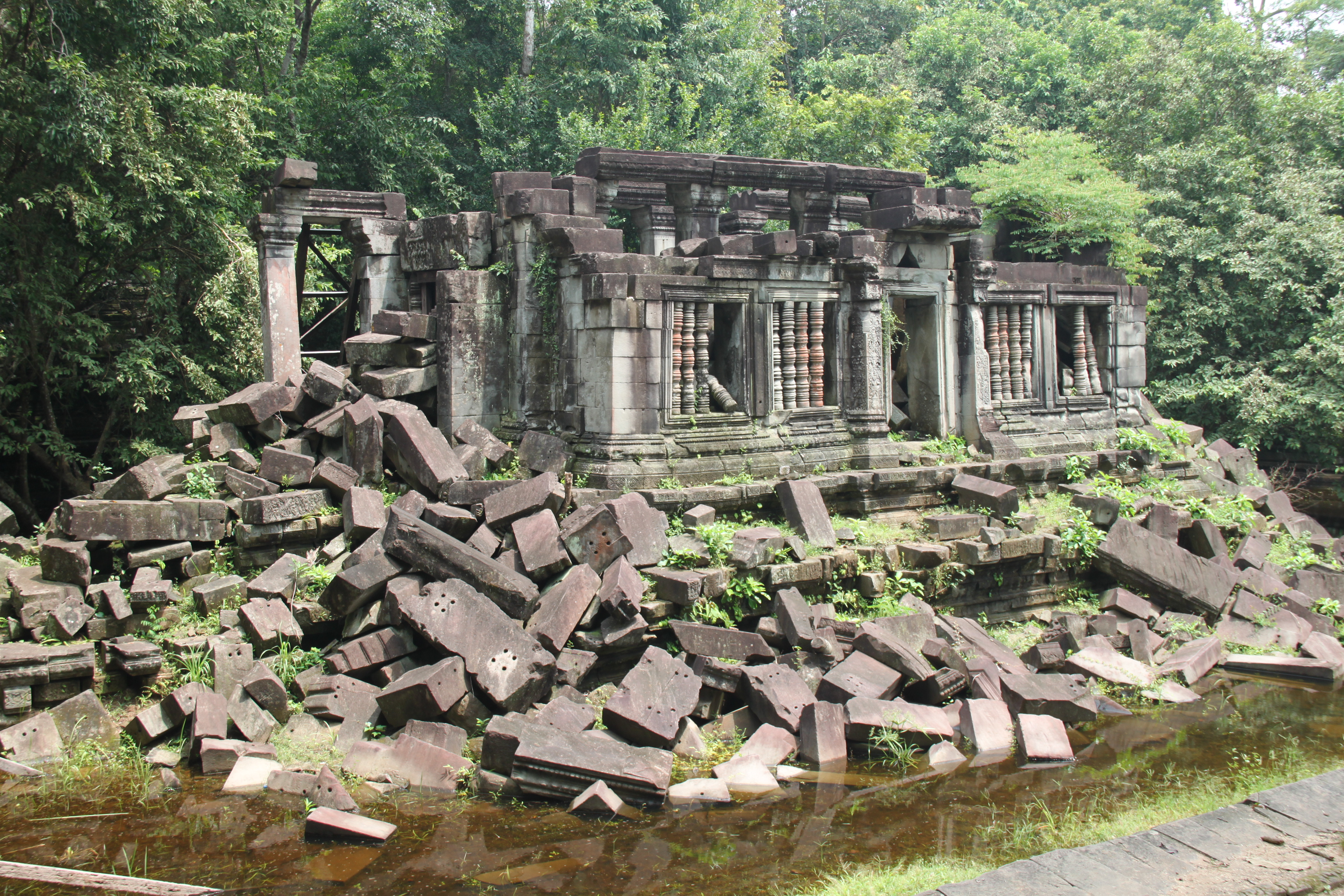
یکی از کتابخانه‌های برجسته محوطه بیرونی
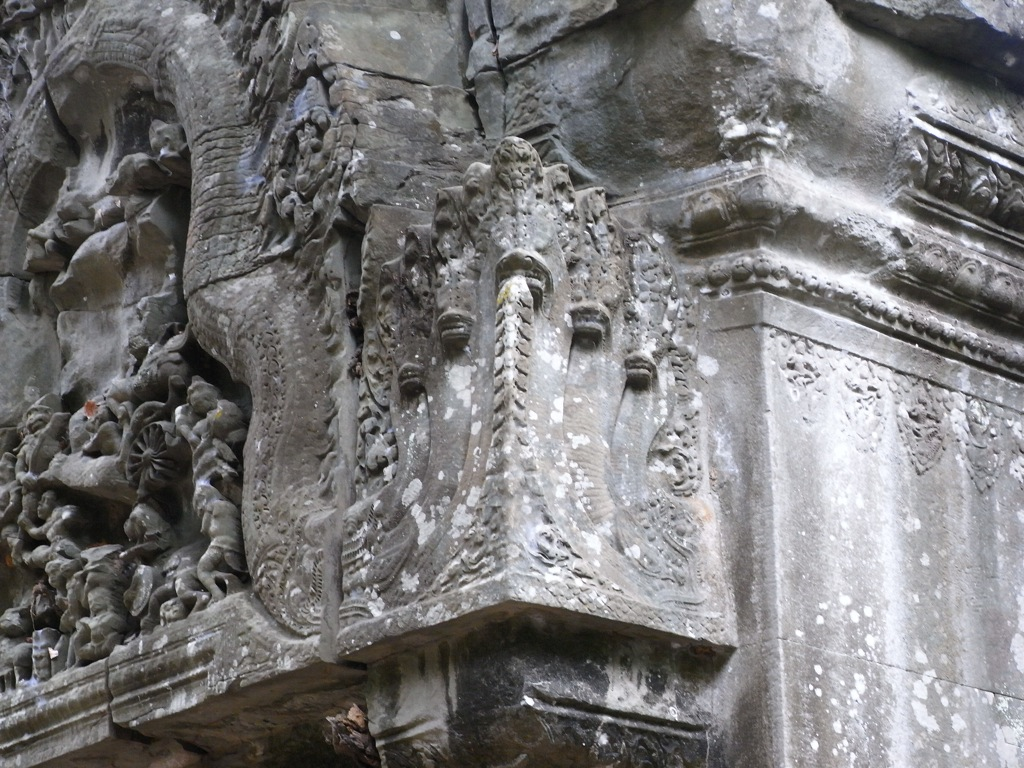
حکاکی‌های ظریف روی ستون ها
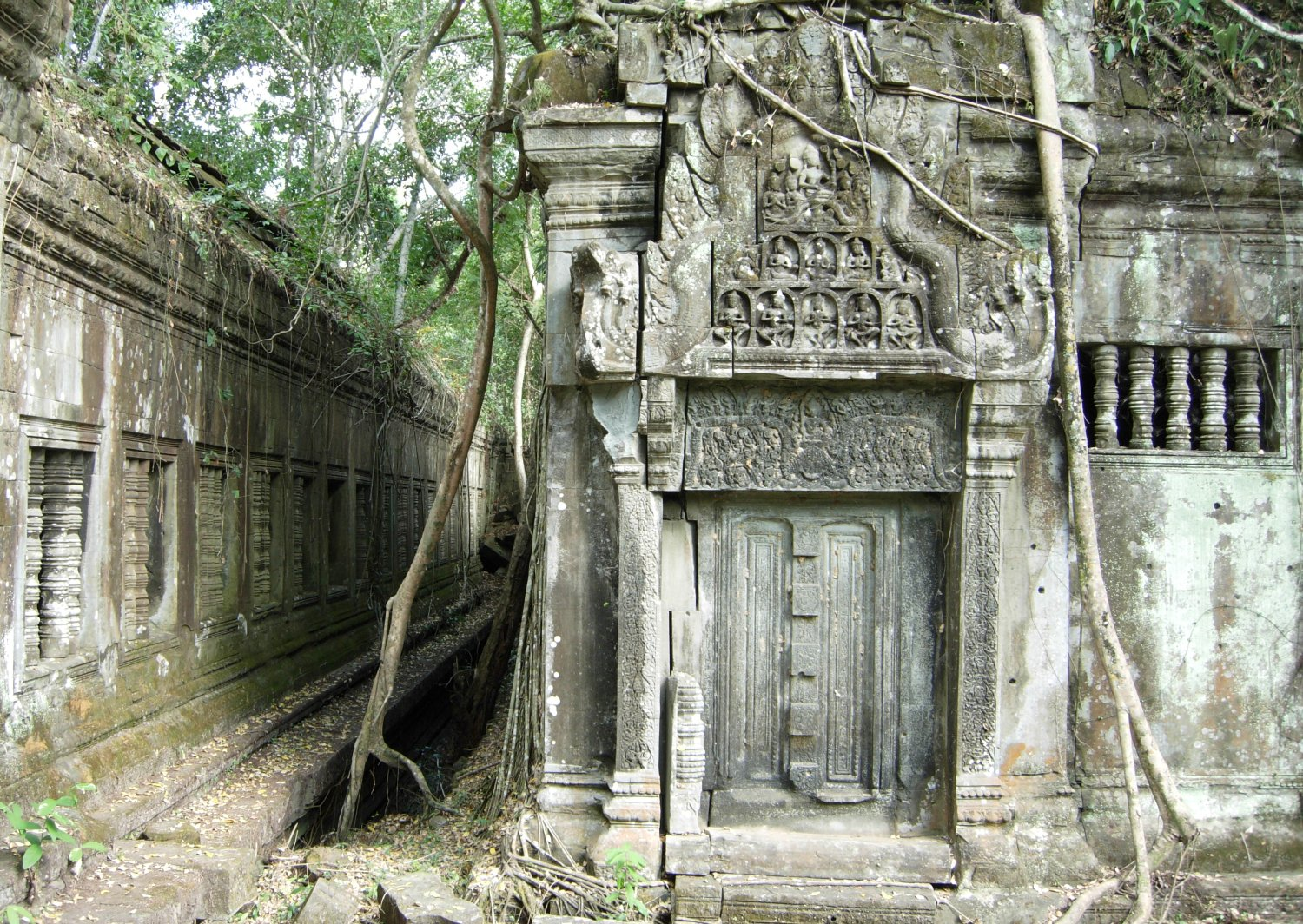
در بسته، سنگ سردر و ستون به سبک آنگکور وات.
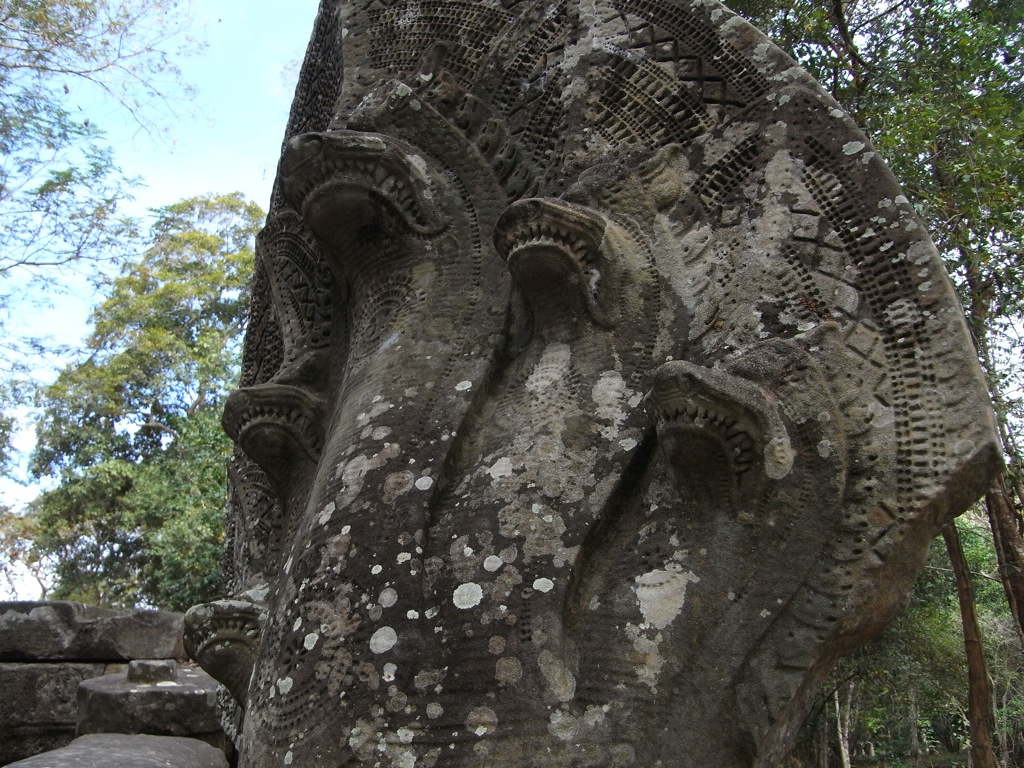
ناگاهای پنج سر با شکوه تراس‌های صلیبی شکل.
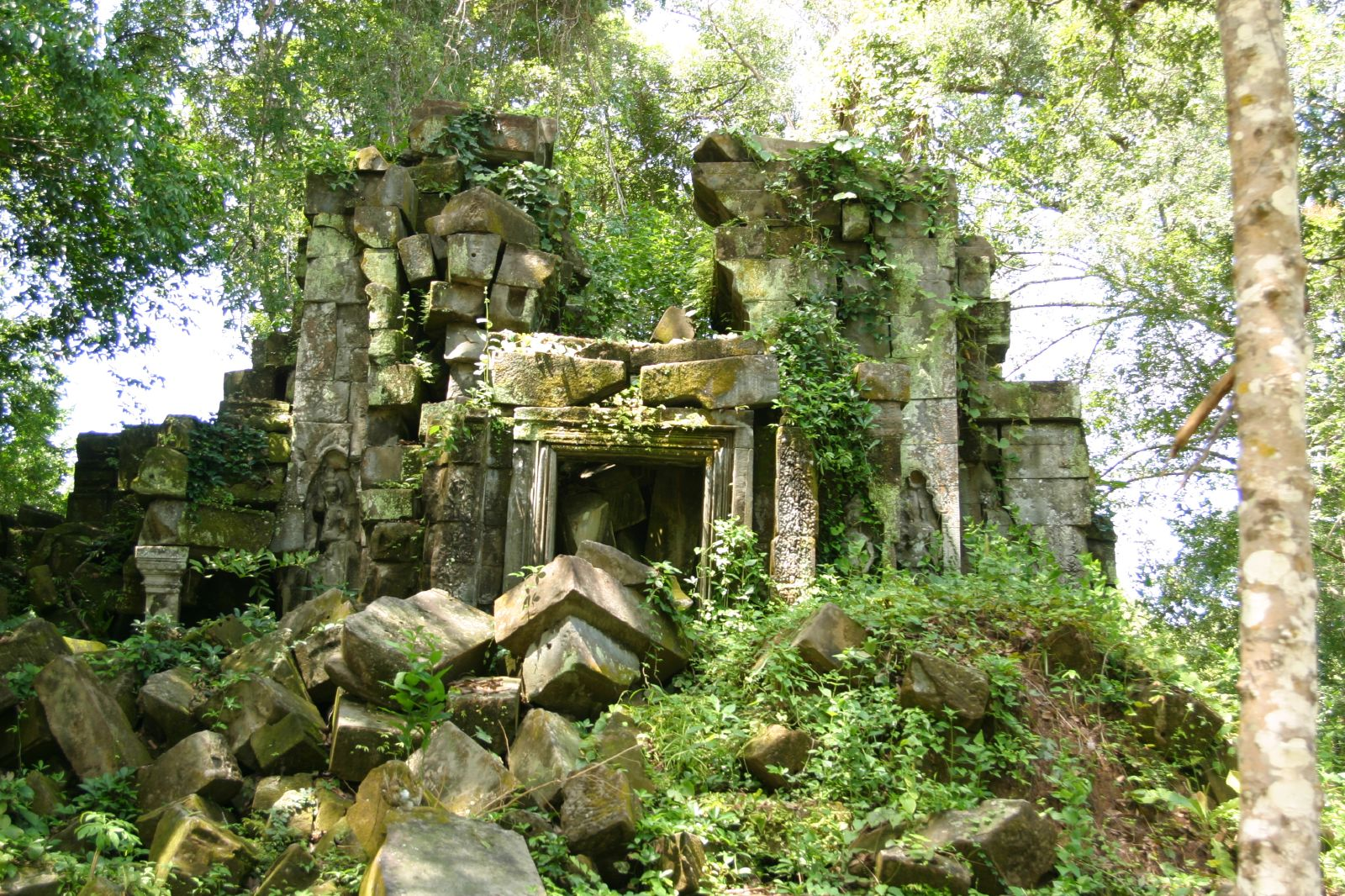
پوشش گیاهی که معبد را کاملا فرا گرفته است.
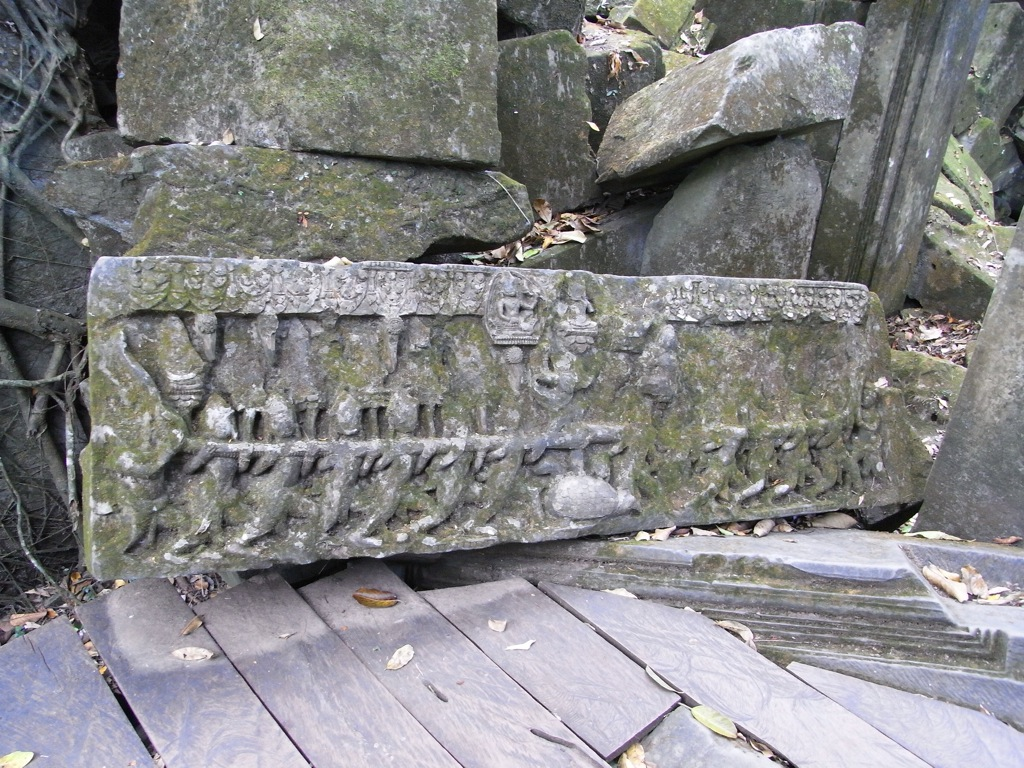
یکی از سنگ‌های سردر افتاده که صدای خروشان دریای شیر را نشان می‌دهد.